# بی‌اچ‌اس
بی‌اچ‌اس (انگلیسی: British Home Stores) شرکت خرده‌فروشی بریتانیایی است، که در سال ۱۹۲۸ تأسیس شد.